# St. Andreas (Piegendorf)

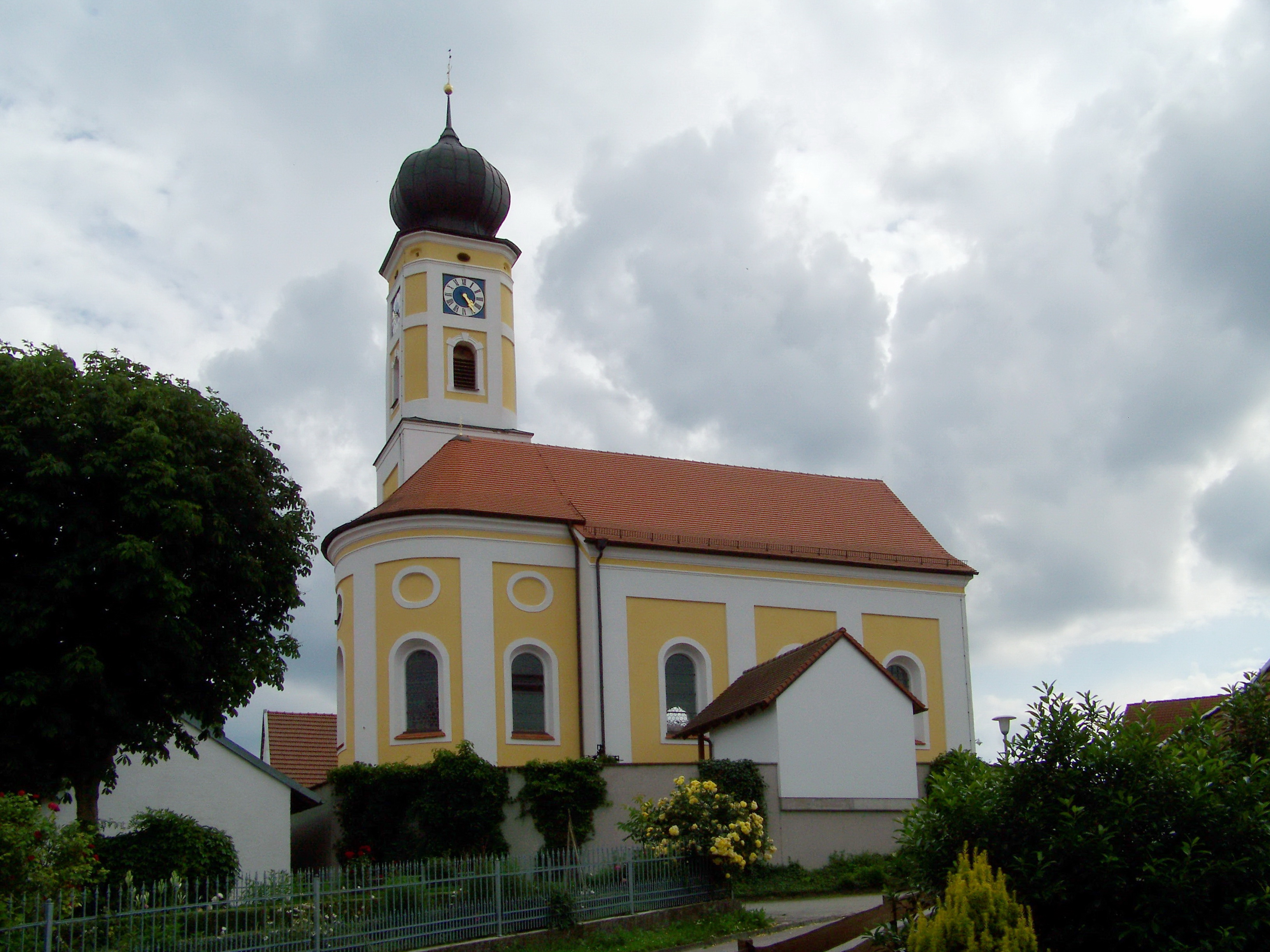
Außenansicht der Filialkirche St. Andreas von Norden

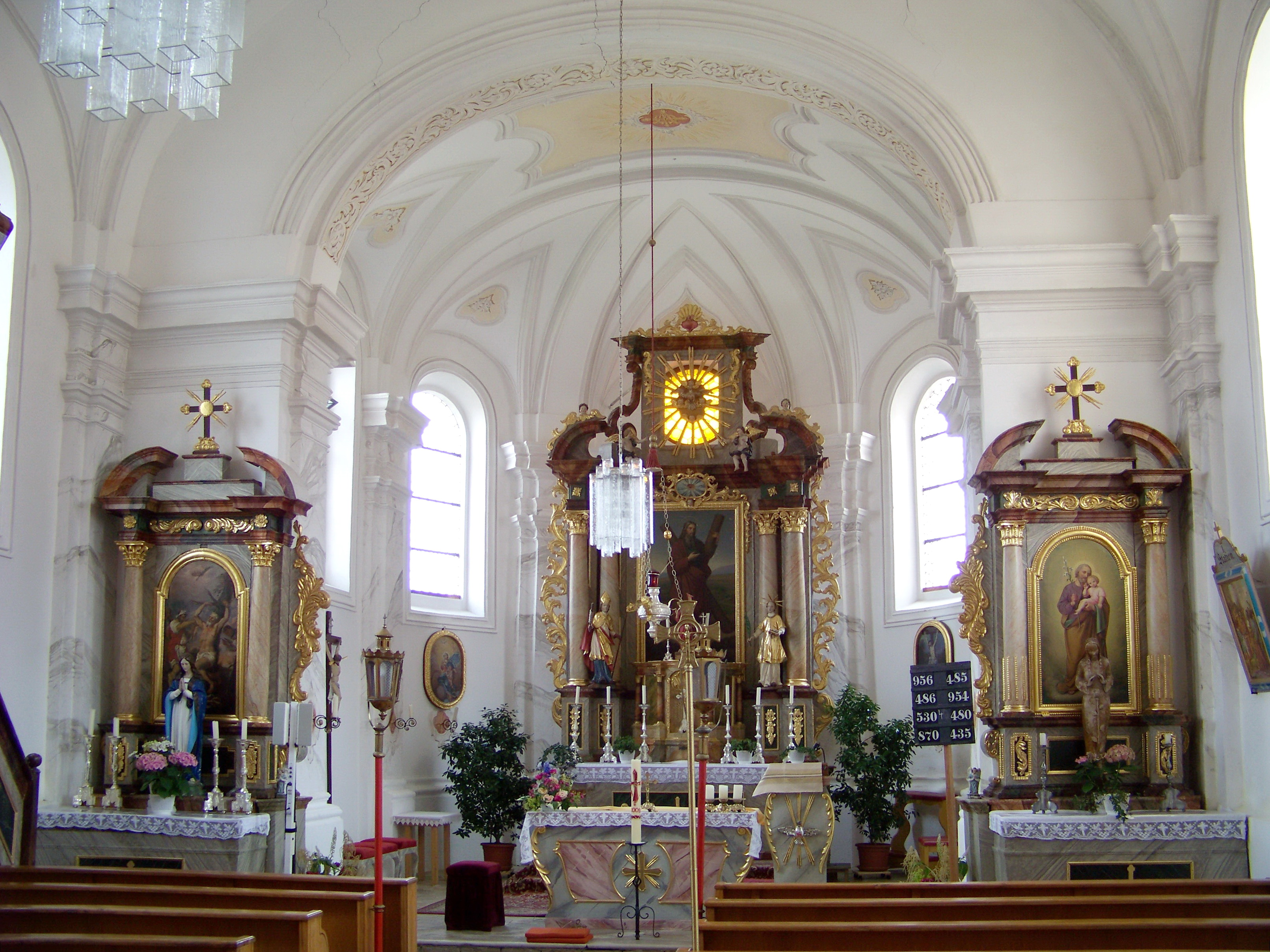
Innenraum

Die römisch-katholische Filialkirche St. Andreas in Piegendorf, einem Gemeindeteil der Gemeinde Neufahrn in Niederbayern im Landkreis Landshut, ist eine barocke Saalkirche, die 1724 erbaut und 1725 geweiht wurde. Renovierungen fanden unter anderem 1879 und 1928 statt.
Das Gotteshaus ist als Baudenkmal mit der Nummer D-2-74-153-16 beim Bayerischen Landesamt für Denkmalpflege eingetragen.  Die Expositur Piegendorf wurde 1964 aufgelöst; seither ist kein eigener Seelsorger mehr im Ort tätig. Piegendorf ist heute eine Filiale der Pfarrei St. Johann Baptist in Hebramsdorf, die durch die Pfarreiengemeinschaft Neufahrn seelsorgerisch betreut wird.

## Geschichte
Im Jahr 1983 wurde eine Innenrenovierung, 2003 eine Außenrenovierung vorgenommen. 2013 wurde die Kirche auf Anordnung des Bischöflichen Ordinariats geschlossen, nachdem sich Putz von der Decke gelöst hatte. Von 2021 bis 2023 wurde eine neuerliche Innenrenovierung einschließlich statischer Sicherung für insgesamt rund 750.000 Euro durchgeführt. Dabei wurden auch Teile der Barockausstattung restauriert, im vorderen Bereich eine Fußbodenheizung eingebaut, eine automatische Lüftungsanlage sowie eine moderne Lautsprecheranlage installiert und die Sakristei neu möbliert. Außerdem wurden das Gestühl mit Ausnahme der barocken Wangen und die Holzbalken, welche die Doppelempore tragen, komplett erneuert. Da eine Renovierung der alten Orgel zu teuer gewesen wäre, wurde stattdessen eine moderne digitale Hausorgel der Firma G. Kisselbach aus Baunatal angeschafft und in der dafür vorgesehenen Ausbuchtung auf der oberen Empore aufgestellt.

## Architektur

### Außenbau
Die Saalkirche umfasst einen leicht eingezogenen Chor mit einem Joch und halbrunder Apsis sowie ein dreijochiges Langhaus, die unter einem gemeinsamen Satteldach vereinigt sind. Der gelb getünchte Außenbau wird durch weiße Lisenen gegliedert. Die Lisenen verbindet ein breites Lisenenband unterhalb des profilierten Dachgesimses. Die Fensteröffnungen sind rundbogig, über den Chorfenstern sind Ochsenaugen lediglich als Blende angedeutet.
Der südseitige Chorflankenturm hat einen zweigeschossigen, quadratischen Unterbau und einen Aufsatz mit abgerundeten Kanten und kupfergedeckter Zwiebelkuppel. Er wird ebenfalls durch weiße Lisenen gegliedert. Die Sakristei ist im Erdgeschoss des Turmes untergebracht.

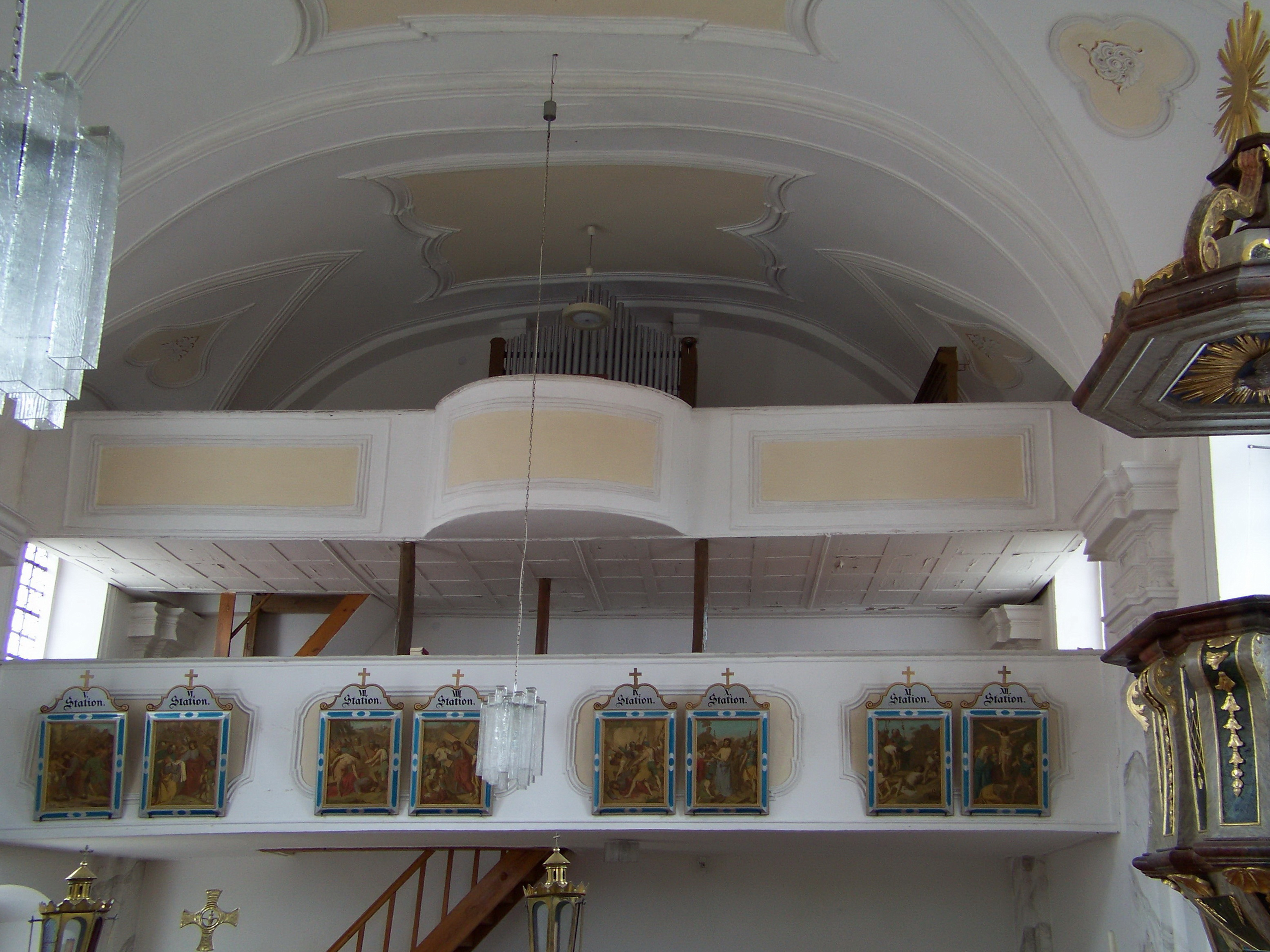
Blick zur Doppelempore im westlichen Langhausjoch

### Innenraum
Der Innenraum von Langhaus und Chor wird durch ein Tonnengewölbe mit Stichkappen und Gurtbögen überspannt. Dieses ist mit Stuckrahmenfeldern verziert. Die Wände sind durch marmorierte Pilaster mit verkröpftem Gebälk gegliedert. Im rückwärtigen Langhausjoch ist eine zweigeschossige Empore eingezogen. Das untere Geschoss hat eine gerade Brüstung, das obere eine geschwungene mit einer halbrunden Ausbuchtung im Bereich der Orgel. Der Boden ist mit Solnhofener Platten im Rosenspitzmuster ausgelegt.

## Ausstattung
Die Ausstattung der Filialkirche ist überwiegend barock.

### Hochaltar
Der Hochaltar stammt aus der Erbauungszeit der Kirche. Der Aufbau wird von vier Rundsäulen getragen und ist mit seitlichem Akanthusrankwerk und gerieften Bändern verziert. Das verkröpfte Gebälk ist mit Putten besetzt. Auf dem Altarblatt ist der Kirchenpatron Andreas mit dem Andreaskreuz dargestellt. Als Seitenfiguren fungieren die Heiligen Erasmus (links) mit seinem Attribut, der Winde, und Stephanus (rechts) mit der Märtyrerpalme. Auch der in Rottönen marmorierte Tabernakel mit Aussetzungsnische wird von vier kleinen Rundsäulen gegliedert.

### Seitenaltäre
Die beiden Seitenaltäre sind als Pendants ausgeführt. Sie werden auf das späte 17. Jahrhundert datiert und somit älter als der Kirchenbau. Beide besitzen einen Aufbau, der von zwei Rundsäulen getragen wird und mit einem gebrochenen Segmentgiebel abgeschlossen ist. Sie sind mit vergoldetem Knorpelwerk und seitlichen Ranken verziert. Der nördliche (linke) Seitenaltar enthält ein Altarblatt mit dem Martyrium des heiligen Bartholomäus. Auf der Mensa ist eine Figur der Maria Immaculata angeordnet. Das Altarblatt des südlichen (rechten) Seitenaltares zeigt den heiligen Josef mit dem Jesusknaben. Auf der Mensa befindet sich eine moderne Marienfigur aus dem 20. Jahrhundert.

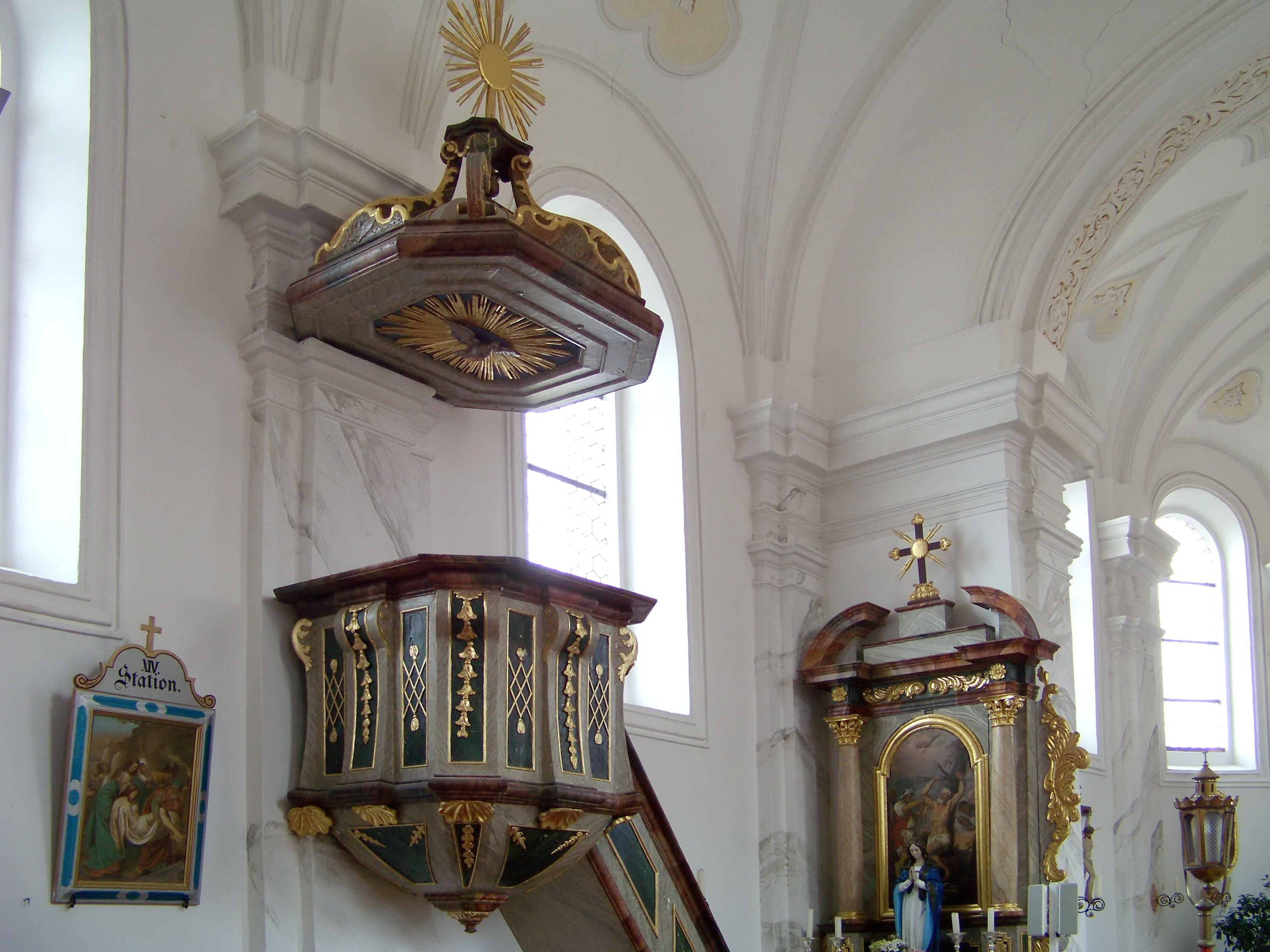
Barocke Kanzel

### Kanzel
Die barocke Kanzel wurde um 1730 geschaffen. Der rechteckige Kanzelkorb weist abgeschrägte Kanten auf. Er wird von Pilastern gegliedert und ist mit geschnitztem Laubwerk, Gitterwerk und Fruchtgehängen verziert. Der Schalldeckel mit Voluten weist an der Unterseite eine Darstellung des Heiligen Geistes in Gestalt einer Taube im Strahlenkranz auf.

### Übrige Ausstattung
An den Seitenwänden des Chores befinden sich zwei medaillonförmig gerahmte Ölgemälde aus dem 18. Jahrhundert. Auf der Nordseite (links) ist die Mutter Gottes mit dem Jesuskind, auf der Südseite (rechts) eine Kreuzigungsgruppe mit Maria und dem „Lieblingsjünger“ Johannes dargestellt.